# لوپاس (میزوری)
لوپاس (به انگلیسی: Lupus) یک شهر در ایالات متحده آمریکا است که در شهرستان مونی تیو واقع شده‌است. لوپاس ۰٫۴۹ کیلومتر مربع مساحت و ۳۳ نفر جمعیت دارد و ۱۷۶ متر بالاتر از سطح دریا واقع شده‌است.